# Conferência da Haia de Direito Internacional Privado
A Conferência da Haia de Direito Internacional Privado (sigla HCCH), ou simplesmente Conferência da Haia, é uma organização intergovernamental que administra diversas convenções internacionais, protocolos e instrumentos de soft law, com o objetivo de unificar progressivamente as normas na área do direito internacional privado (também conhecido como conflito de leis).
A Conferência da Haia foi convocada pela primeira vez por Tobias Asser em 1893, na cidade da Haia, nos Países Baixos. Em 1911, Asser recebeu o Prêmio Nobel da Paz por seu trabalho no campo do direito internacional privado e, em particular, por suas realizações em relação à HCCH. Após a Segunda Guerra Mundial, a Conferência da Haia foi estabelecida como uma organização internacional.

## História

### Uma conferência diplomática permanente
Por iniciativa de Tobias Asser, a Primeira Sessão Diplomática da HCCH foi convocada em 1893. Seu objetivo era, e continua sendo, "trabalhar para a unificação progressiva das regras do direito internacional privado", inclusive criando e auxiliando na implementação de convenções multilaterais que promovem a harmonização das regras e princípios do direito internacional privado (também conhecido como conflito de leis).
As quatro primeiras Sessões Diplomáticas da HCCH ocorreram em 1893, 1894, 1900 e 1904, respectivamente. Elas resultaram em uma série de tratados multilaterais, incluídasa entre as "velhas convenções da Haia", que unificaram as regras do direito internacional privado nas áreas de casamento (1902), divórcio (1902), tutela (1902), processo civil (1905), efeitos do casamento (1905) e privação de direitos civis (1905).
Após a Primeira Guerra Mundial, a Quinta e a Sexta Sessões Diplomáticas ocorreram em 1925 e 1928, respectivamente. O resultado dessas Sessões Diplomáticas foi o Protocolo que reconhece a competência da Corte Permanente de Justiça Internacional para interpretar as Convenções da Haia sobre Direito Internacional Privado.

### Organização intergovernamental
Após a Segunda Guerra Mundial, foram tomadas medidas para estabelecer a HCCH como uma organização intergovernamental, regida por seus estados-membros e administrada por um secretariado, o Secretariado Permanente. O tratado que estabelece a HCCH, o "Estatuto da Conferência da Haia de Direito Internacional Privado", foi adotado durante a Sétima Sessão Diplomática da HCCH em 1951 e entrou em vigor em 15 de julho de 1955.
O acrônimo "HCCH" é derivado do uso das respectivas maiúsculas das frases "Hague Conference" e "Conférence de La Haye". Representa o caráter bilíngue da HCCH, que tem como idiomas de trabalho o inglês e o francês.

## Governança

### Membros
Em dezembro de 2022, a HCCH era composta por 91 membros, sendo 90 estados-membros e uma Organização Regional de Integração Econômica (REIO), a União Europeia.
Os estados membros contribuem para as despesas da HCCH por meio de suas contribuições estatutárias, pagas anualmente. A UE também contribui com base em contribuições acordadas.

### Partes não membros
A adesão à HCCH não é uma pré-condição para assinar, ratificar ou aderir a uma ou mais Convenções da Haia, e um total de 65 estados não membros são partes de uma ou mais convenções. A HCCH os identifica como "partes não membros".

## Convenções da Haia e outros instrumentos
Desde 1955, a Conferência da Haia desenvolveu 38 convenções e protocolos internacionais que estabelecem regras sobre jurisdição, lei aplicável, reconhecimento e execução de sentenças estrangeiras e cooperação jurídica. Esses intrumentos estão abertos para adoção, adesão ou ratificação por qualquer Estado, incluindo Estados que não sejam membros da HCCH.
Em 2015, a HCCH adotou seu primeiro instrumento de soft-law, os Princípios da Haia sobre a Escolha da Lei nos Contratos Comerciais Internacionais.

### Convenções
Os instrumentos da Haia abrangem matérias na área do direito da família e proteção da criança, processo civil internacional e cooperação jurídica, bem como direito comercial e financeiro transfronteiriço. Essas áreas são muitas vezes referidas como os "três pilares" da HCCH. As seguintes convenções da Haia são as mais ratificadas:
- Convenção da Apostila
- Convenção de Citação
- Obtenção de provas no exterior
- Subtração internacional de crianças
- Adoção Internacional
- Convenção de Alimentos
- Acordos de Eleiçãõ de Foro
- Convenção da Haia de Proteção à Criança
- Lei aplicável aos fundos fiduciários

A mais recentemente convenção da Haia concluída é a Convenção de Sentenças da Haia, adotada em 2 de julho de 2019.